# Marc Dal Hende
Marc Dal Hende (født 6. november 1990 i Dragør) er en dansk professionel fodboldspiller, der spiller for Sønderjyske Fodbold.

## Karriere

### Viborg FF
1. december 2009 underskrev han en 18 måneders kontrakt med Viborg FF, efter han havde spillet på FC Københavns reservehold i 2. division.
Dal Hende fik ikke sin kontrakt med Viborg FF forlænget i sommeren 2011, og skiftede efterfølgende til Akademisk Boldklub på en 1 årig kontrakt.

### Akademisk Boldklub
Dal Hende ankom til AB på en kort kontrakt, men han præsentation skabte hurtigt opmærksomhed omkring ham. Dal Hende spillede typisk på kanterne hos Akademikerne. Her viste han sig relativ målfarlig med sine 9 mål i 39 kampe for klubben. 
Præsentationerne gjorde ham senere fortjent i et skifte til FC Vestsjælland.  

### FC Vestsjælland
I juni 2013 indgik Dal Hende en treårig kontrakt med den nyoprykkede Superligaklub FC Vestsjælland.'

### SønderjyskE
Den 31. august 2015 indgik Dal Hende en toårig kontrakt med Superliga-klubben SønderjyskE.

### FC Midtjylland
Det blev først meddelt, at Dal Hende skiftede til FC Midtjylland i sommeren 2017, men det blev den 29. januar offentliggjort, at Dal Hende skiftede til FC Midtjylland med det samme.